# Schwerbelastungskörper

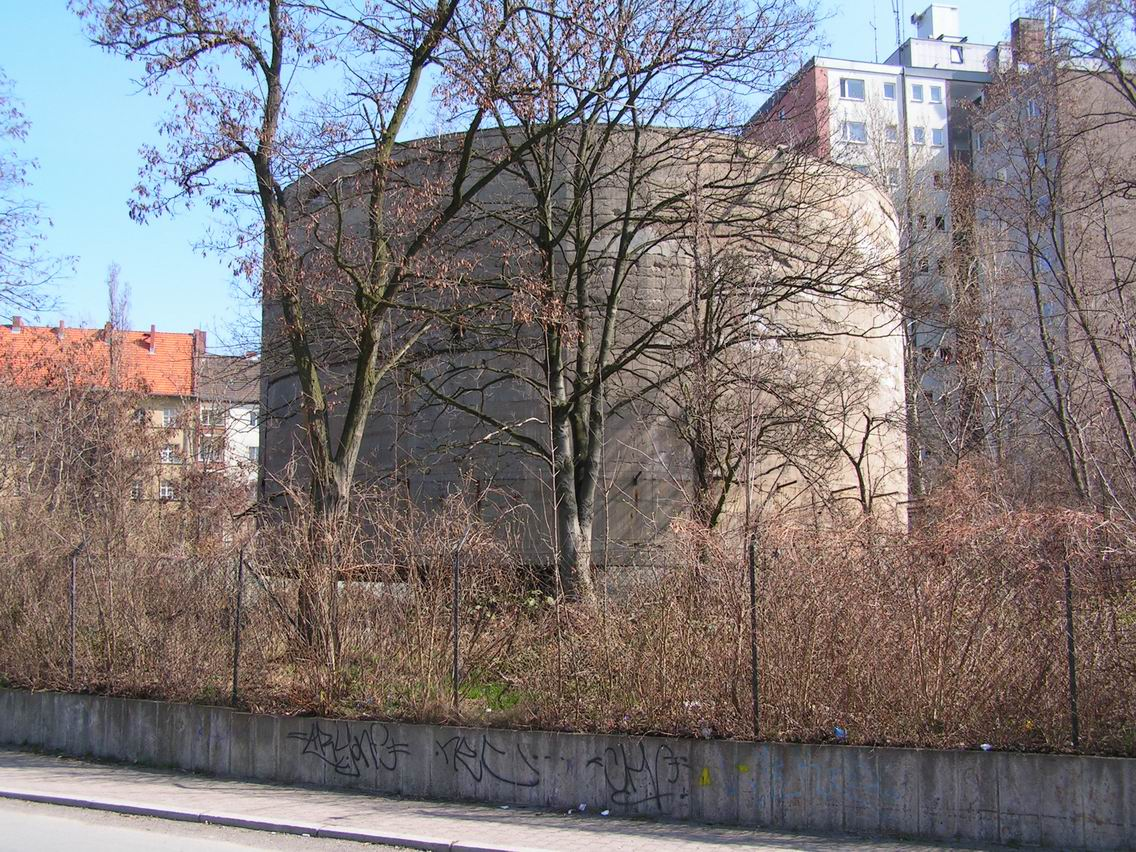
El Schwerbelastungskörper del barrio berlinés de Tempelhof en 2005.

El Schwerbelastungskörper o Großbelastungskörper (respectivamente "cuerpo de carga pesada" y "cuerpo de gran carga" en alemán) es un enorme cilindro hecho de hormigón, tanto en masa como armado, erigido entre 1941 y 1942 en Berlín (Alemania) por las autoridades nacionalsocialistas. Su función era comprobar la capacidad del terreno para sostener un gigantesco arco del triunfo que habían planeado levantar en el marco del proyecto urbanístico para transformar Berlín en Welthauptstadt Germania. Con estatus de patrimonio artístico protegido, la construcción se halla al noroeste del barrio de Berlín-Tempelhof.

## Construcción y propósito

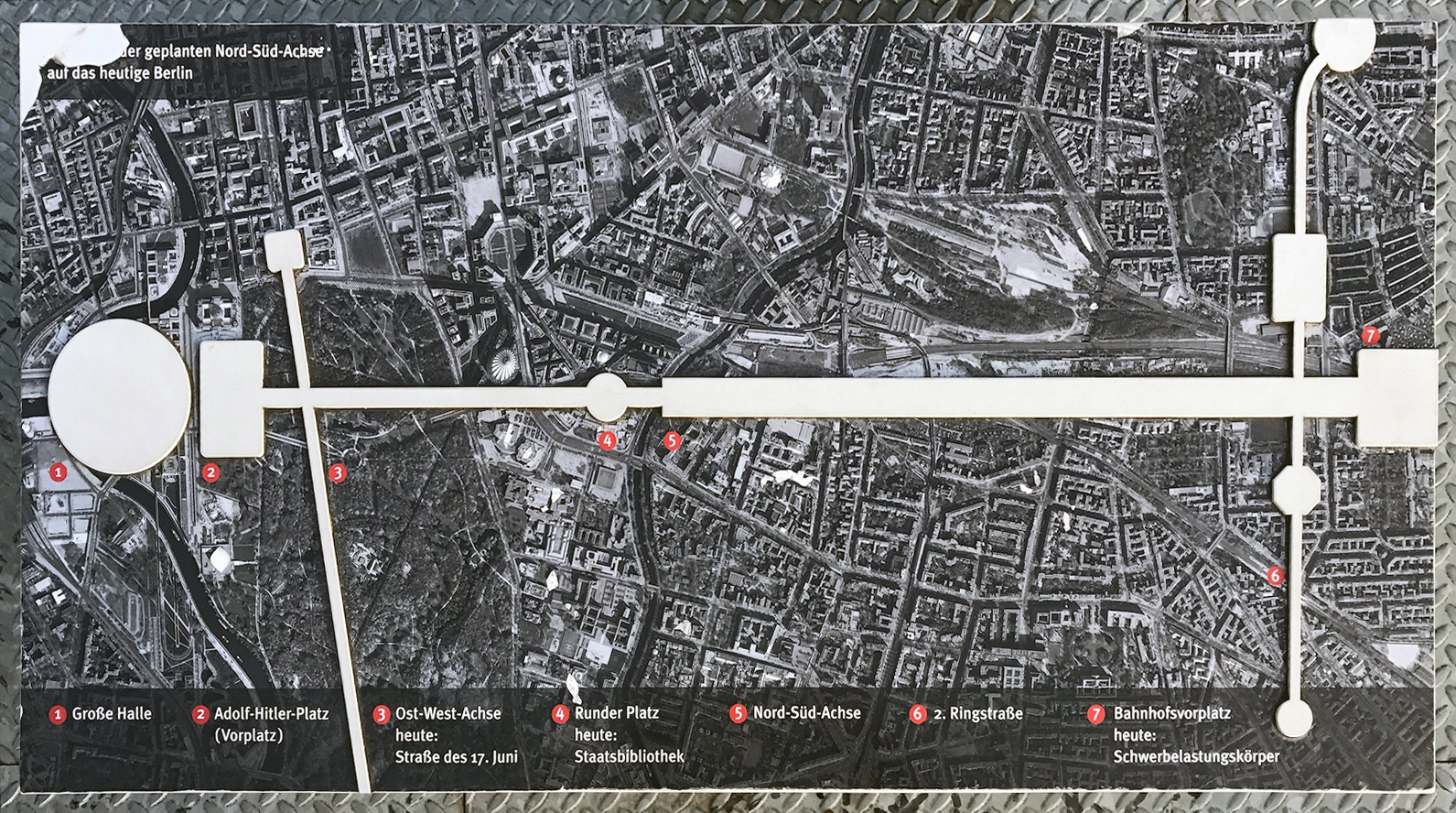
Placa memorial de Schwerbelastungskörper

La construcción del Schwerbelastungskörper tuvo lugar en tiempos del Tercer Reich y formó parte de los planes para crear la Welthauptstadt Germania de Albert Speer, Generalbauinspektor del Reich (cargo creado exclusivamente para designar al jefe de dicho proyecto). El punto central de la remodelación de Berlín sería una gran avenida que atravesaría la ciudad de norte a sur y que pasaría entre las estaciones de Moabit y Tempelhof. A la altura de las actuales calles Kolonnen- y Dudenstraße, este eje norte-sur se cruzaría con otro eje transversal que serviría de enlace con el aeropuerto de Berlín-Tempelhof, situado al este. En la plaza situada donde ambos ejes se intersecarían, Speer había planeado, siguiendo un esbozo realizado por Adolf Hitler en los años 20, levantar un arco del triunfo de 117 metros de alto por 170 de ancho con los nombres inscritos de los soldados alemanes caídos en la Primera Guerra Mundial. Los diseños se terminaron en 1937.
Para determinar la subsidencia del terreno, Speer mandó construir una carga de prueba para simular la presión que ejercería el arco sobre el suelo. El Instituto Alemán para la Mecánica de suelos (Deutsche Gesellschaft für Bodenmechanik, conocido con el acrónimo "Degebo") fue el encargado del estudio y en 1941 la empresa Dyckerhoff & Widmann se hizo cargo de la construcción al firmar un contrato por valor de 400.000 RM. Parte de la mano de obra fueron prisioneros de guerra franceses. El bloque cilíndrico tenía una altura de 14 m y una profundidad de 18,2 hasta llegar a una marga subterránea. El cilindro, de unos 11 metros de diámetro, estaba acabado en una parte más ancha de 21 metros (semejante a un tornillo, con una caña cilíndrica alargada terminada en una cabeza ancha). Con una masa de 12.650 toneladas, el cuerpo ejercía una presión de 12,65 kg por cm² sobre una superficie de 100 m². El interior del cilindro estaba equipado con cámaras de alta precisión que tomaban imágenes de los instrumentos de medición.
Las medidas de la Degebo comenzaron nada más empezarse a construir el bloque y continuaron hasta el 1 de junio de 1944. Debido a la guerra y la postguerra, los resultados no se evaluaron por primera vez hasta 1948. La conclusión es que el arco del triunfo, con las características con que había sido concebido por Speer, sólo se podría haber construido efectuando previamente trabajos de estabilización del terreno. A partir de 1941, el cilindro se había hundido 19,3 cm, que hay que sumar a los 3,5 cm que había cedido el terreno durante el proceso de construcción del propio Schwerbelastungskörper.

## Usos posteriores
Al estar ubicado cerca de una zona residencial, el bloque no pudo ser dinamitado al terminar la guerra. Desde 1995 está protegido como patrimonio artístico, al ser la única estructura que recuerda los planes del eje norte-sur de la Germania de Albert Speer. Hasta 1977 se siguieron tomando medidas por parte de la Degebo (en la actualidad asociada a un departamento de la Universidad Técnica de Berlín), en las que el Schwerbelastungskörper servía de simple peso muerto.
Como usos alternativos, se propuso transformar el bloque en un rocódromo o instalar una cafetería en el tejado. En 2006, una exposición al aire libre organizada por una escuela de Tempelhof y ubicada ante el cilindro, informaba sobre el trasfondo histórico del Schwerbelastungskörper y exponía ideas de los escolares para su uso futuro. En 2007, la Oficina del Distrito de Tempelhof-Schöneberg comenzó las obras de saneamiento del exterior del bloque y de reforma de la zona, donde se edificará una torre de información desde la cual se podrá disfrutar de una visión elevada del Schwerbelastungskörper.

## Documentales
El documental de 2002 de Spiegel-TV Brutalität in Stein – Die Bauten der Nazis ("Brutalidad de piedra - las construcciones de los nazis") cuenta la historia del Schwerbelastungskörper berlinés.